# Hightown HC
Hightown Hockey Club was een Engelse hockeyclub uit Formby (Merseyside).
De club was een dameshockeyclub en werd opgericht in 1925. De club was redelijk succesvol en won verschillende maal het Engelse landskampioenschap en de beker. In 1996 leidde dat tot winst in de Europacup II. In 2002 ging de Hightown samen verder met Bowdon Club uit Altrincham. De betekende voor de dames dat ze voortaan verder gingen spelen onder de naam Bowdon Hightown.